# 거미막밑출혈
거미막밑출혈(subarachnoid hemorrhage, SAH) 또는 지주막하 출혈(蜘蛛膜下出血)은 거미막(지주막)아래에 생긴 뇌출혈이다.